# Чудь заволочская
Чудь заволо́чская (или заволо́цкая) — летописное название финно-угорского населения Заволочья, впервые упоминаемое в «Повести временных лет». Однозначного мнения относительно этнического состава заволочской чуди среди исследователей нет. Народы, прежде упоминаемые под этим названием, к настоящему времени полностью ассимилировались среди вепсов, русских, а также коми.

## История
В странах же Иафета сидят русь, чудь и всякие народы: меря, мурома, весь, мордва, заволочская чудь, пермь, печера, ямь, угра, литва, зимигола, корсь, летгола, ливы.Повесть временных лет
Контакт славян с чудью заволочской начался ещё в домонгольский период и активизировался в Заволочье во второй половине XIII—XIV веков в ходе крестьянской славянской колонизации земель, прилегающих к Ваге. Из-за разреженности населения и особенности его экономического уклада фино-угорские общины сохранялись на протяжении довольно длительного времени. В значительной степени заволочская чудь была ассимилирована лишь к XVI—XVII векам, но отдельные её островки сохранялись до XIX века.

## Этнический состав
Ещё в XIX веке многими исследователями высказывались гипотезы об этнической принадлежности древних жителей Заволочья: Шёгрен и Кастрен считали её предками обонежской чуди и соединяли с емью. П. С. Ефименко, основываясь на авторитете Даниэля Европеуса, отождествлял её с югрой; И. П. Барсов считал, что Заволоцкая чудь — обобщённое обозначение всех народов, живших в Заволочье. В русских летописях экзоэтноним «чудь» традиционно применялся к двум финно-угорским народам: эстам и вепсам. Именно вепсов (а точнее — летописную весь) многие учёные считают первыми кандидатами на ассоциацию с заволочской чудью. В частности, В. В. Пименов считал, что именно проникшая к конце I тысячелетия н. э. в Заволочье весь, была встречена там славянами в IX—X веках. Ранее аналогичную гипотезу высказывал Д. В. Бубрих, правда, считая, что владевшей западным и юго-западным входами в Заволочье веси составляла конкуренцию меря, двигающаяся с юга по реке Югу.

## Археологические памятники
В народной памяти сохранялись сведения о чудском прошлом остатков земляных крепостей, могильников и поселений. Они имели названия, снабжённые прилагательным «чудской», например, урочище, где прежде стояла крепость могли называть «Чудской городок». Именно такого рода указания и служат подсказкой археологам.
Однозначно связать с чудью к настоящему времени можно весьма небольшое количество памятников: на Сухоне и её притоках это Усть-Пуя, Корбала, Марьинская, Кудрино; в верховьях Лузы — Лойма и Векшор. По результатам раскопок чудскую материальную культуру можно охарактеризовать следующим образом: примитивное гончарное мастерство, без применения круга, с украшением керамики ямочно-гребенчатым орнаментом, характерным для финно-угров. Столь же характерным украшением были «шумящие» подвески из бронзы в виде уточки или конька. Из одежды можно отметить плащи с фибулами у мужчин, длинные льняные рубашки, косоклинные глухие сарафаны и обручи с накладкой из бересты у женщин. Найдено большое количество бронзовых женских украшений, небольшое количество можно отнести к мужским украшениям. Помимо охоты и рыболовства было распространено земледелие, главным же объектом торгового обмена были шкурки пушных зверей.